# 苟兴龙
苟兴龙（1969年2月—），四川巴中人，汉族，中国共产党党员。中华人民共和国政治人物、第十三届全国人民代表大会四川地区代表。
2018年2月24日，当选为第十三届全国人大代表。